# セルジオ・ソアレス
セルジオ・ソアレス (Sérgio Soares) こと、セルジオ・ソアレス・ダ・シウヴァ（Sérgio Soares da Silva、1967年1月11日 - ）は、ブラジル・サンパウロ出身の元サッカー選手、指導者。ボランチとしてもプレーできるセンターバックであった。

## 来歴
1996年のシーズン後半から京都パープルサンガに加入、9試合に出場した。2012年よりセレッソ大阪の監督に就任したが、成績不振により8月25日付で契約解除となった。

## 所属クラブ
ユース経歴
- 1982年 ‐ 1985年  CAジュベントス

プロ経歴
- 1985年 - 1992年  CAジュベントス
- 1992年 - 1993年  アル・ヒラル
- 1993年  CAジュベントス
- 1994年 - 1995年  アル・ヒラル
- 1995年  グアラニFC
- 1996年  SEパルメイラス
- 1996年  京都パープルサンガ
- 1997年  SEパルメイラス
- 1998年  インテル・デ・リメイラ
- 1998年  CAジュベントス
- 1999年  AAインテルナシオナル (リメイラ)
- 1999年  フチボウ・エーチ・ジュンジアイ
- 2000年  ECサン・ジョゼ
- 2000年  SEガマ
- 2001年  ECサント・アンドレ
- 2001年 - 2003年  CAジュベントス
- 2003年  ECサント・アンドレ
- 2003年  クルーベ・ナウチコ・カピバリベ
- 2003年 - 2004年  ECサント・アンドレ

## 個人成績
| 国内大会個人成績 | 国内大会個人成績 | 国内大会個人成績 | 国内大会個人成績 | 国内大会個人成績 | 国内大会個人成績 | 国内大会個人成績 | 国内大会個人成績 | 国内大会個人成績 | 国内大会個人成績 | 国内大会個人成績 | 国内大会個人成績 |
| 年度             | クラブ           | 背番号           | リーグ           | リーグ戦         | リーグ戦         | リーグ杯         | リーグ杯         | オープン杯       | オープン杯       | 期間通算         | 期間通算         |
| 年度             | クラブ           | 背番号           | リーグ           | 出場             | 得点             | 出場             | 得点             | 出場             | 得点             | 出場             | 得点             |
| 日本             | 日本             | 日本             | 日本             | リーグ戦         | リーグ戦         | リーグ杯         | リーグ杯         | 天皇杯           | 天皇杯           | 期間通算         | 期間通算         |
| ---------------- | ---------------- | ---------------- | ---------------- | ---------------- | ---------------- | ---------------- | ---------------- | ---------------- | ---------------- | ---------------- | ---------------- |
| 1996             | 京都             | -                | J                | 9                | 0                | 11               | 0                | 2                | 0                | 22               | 0                |
| 通算             | 日本             | 日本             | J                | 9                | 0                | 11               | 0                | 2                | 0                | 22               | 0                |
| 総通算           | 総通算           | 総通算           | 総通算           | 9                | 0                | 11               | 0                | 2                | 0                | 22               | 0                |

## 指導歴
- 2004年 - 2005年  ECサント・アンドレ (ヘッドコーチ)
- 2005年 - 2006年  CAジュベントス
- 2006年 - 2007年  グレミオ・バルエリ
- 2007年 - 2008年  ECサント・アンドレ
- 2009年1月  AAポンチ・プレッタ
- 2009年2月 - 同年6月  ADサンカエターノ
- 2009年7月 - 同年9月  パラナ・クルーベ
- 2009年9月 - 2010年10月  ECサント・アンドレ
- 2010年10月 - 2011年2月  アトレチコ・パラナエンセ
- 2012年2月 - 同年8月  セレッソ大阪
- 2013年  アヴァイFC
- 2013年 - 2014年  セアラーSC
- 2015年  ECバイーア
- 2016年  サンベルナルドFC
- 2016年  セアラーSC
- 2017年  ECサント・アンドレ
- 2017年  ゴイアスEC
- 2018年  ECサント・アンドレ
- 2018年  ロンドリーナEC
- 2019年  サンベルナルドFC
- 2019年  ABC FC
- 2020年  アソシアソン・フェロヴィアリア・ジ・エスポルテス

## タイトル

### 選手時代
アル・ヒラル
- UAFAクラブカップ:2回（1994、1995）

SEパルメイラス
- カンピオナート・パウリスタ:1回（1996）

ECサント・アンドレ
- コパ・パウリスタ:1回（2003）
- コパ・ド・ブラジル:1回（2004）

### 指導者時代
グレミオ・バルエリ
- カンピオナート・パウリスタセリエA2:1回（2006）

ECサント・アンドレ
- カンピオナート・パウリスタセリエA2:1回（2008）

セアラーSC
- カンピオナート・セアレンセ:1回（2014）

ECバイーア
- カンピオナート・バイアーノ:1回（2015）